# Culicoides grisescens
Culicoides grisescens är en tvåvingeart som beskrevs av Edwards 1939. Culicoides grisescens ingår i släktet Culicoides och familjen svidknott. Inga underarter finns listade i Catalogue of Life.